# Mesochorus brevipetiolatus
Mesochorus brevipetiolatus är en stekelart som beskrevs av Julius Theodor Christian Ratzeburg 1844. Mesochorus brevipetiolatus ingår i släktet Mesochorus och familjen brokparasitsteklar. Arten är reproducerande i Sverige. Inga underarter finns listade i Catalogue of Life.